# Gustaf Hedberg (skådespelare)
Anders Gustaf Hedberg, född 7 juni 1911 i Karlstad, död 15 april 1957 i Engelbrekts församling i Stockholm, var en svensk skådespelare och sångare.
Hedberg engagerades vid Södrans revy 1937 och vid Klangerevyn 1940-1945.[källa behövs] Han var ägare till Boulevardteatern på Götgatan i Stockholm 1945/1948.[källa behövs] Fram till sin död var han även produktionschef på Arebolagen.[källa behövs] Han var bror till Zarah Leander. Hedberg är begravd på Skogskyrkogården i Stockholm.

## Filmografi
- 1940 – Alle man på post
- 1941 – Springpojkar är vi allihopa
- 1947 – Dynamit
- 1947 – Kronblom
- 1947 – Bruden kom genom taket
- 1947 – 91:an Karlssons permis
- 1948 – Synd
- 1948 – Loffe på luffen
- 1950 – Medan staden sover
- 1950 – Kyssen på kryssen
- 1951 – Frånskild
- 1952 – Flyg-Bom

## Teater

### Roller
| År   | Roll        | Produktion                             | Regi                          | Teater                      |
| ---- | ----------- | -------------------------------------- | ----------------------------- | --------------------------- |
| 1936 | Ulf Thomsen | Kloka gubben Paul Sarauw               | Sigurd Wallén                 | Södra Teatern               |
| 1937 | Medverkande | Sverige åt Svensson, revy Kar de Mumma | Björn Hodell Leif Amble-Naess | Södra Teatern               |
| 1940 |             | De tre malajerna Gideon Wahlberg       |                               | Tantolundens friluftsteater |
| 1941 |             | Söders tyrolare Gideon Wahlberg        | Gideon Wahlberg               | Tantolundens friluftsteater |

### Fotnoter
1. 1 2  ”Gustaf Hedberg”. Svensk Filmdatabas. http://www.sfi.se/sv/svensk-filmdatabas/Item/?type=PERSON&itemid=63365&ref=%2ftemplates%2fSwedishFilmSearchResult.aspx%3fid%3d1225%26epslanguage%3dsv%26searchword%3dgustaf+hedberg%26type%3dPerson%26match%3dBegin%26page%3d1%26prom%3dFalse. Läst 7 februari 2013.
2. ↑  ”Teater Musik Film: Södra teaterns premiär”. Dagens Nyheter:  s. 12. 3 oktober 1936. http://arkivet.dn.se/arkivet/tidning/1936-10-03/269/12. Läst 8 januari 2016.
3. ↑  Erik Nyblom (4 oktober 1936). ”Löjen och tårar på Södran”. Dagens Nyheter:  s. 18. http://arkivet.dn.se/arkivet/tidning/1936-10-04/270/18. Läst 8 januari 2016.
4. ↑  Oscar Rydqvist (2 januari 1937). ”'Sverige åt Svensson' på Södra teatern”. Dagens Nyheter:  s. 14. http://arkivet.dn.se/arkivet/tidning/1937-01-02/1/14. Läst 9 januari 2016.
5. ↑  ”Friluftsteatrarna inför premiär”. Dagens Nyheter:  s. 10. 24 maj 1940. http://arkivet.dn.se/arkivet/tidning/1940-05-24/141/10. Läst 26 januari 2016.
6. ↑  ”Teater Musik Film: 'Söders tyrolare' i Tantolunden”. Dagens Nyheter:  s. 9. 1 juni 1941. http://arkivet.dn.se/arkivet/tidning/1941-06-01/146/9. Läst 30 januari 2016.